# Olympische Sommerspiele 2000/Leichtathletik – Dreisprung (Männer)

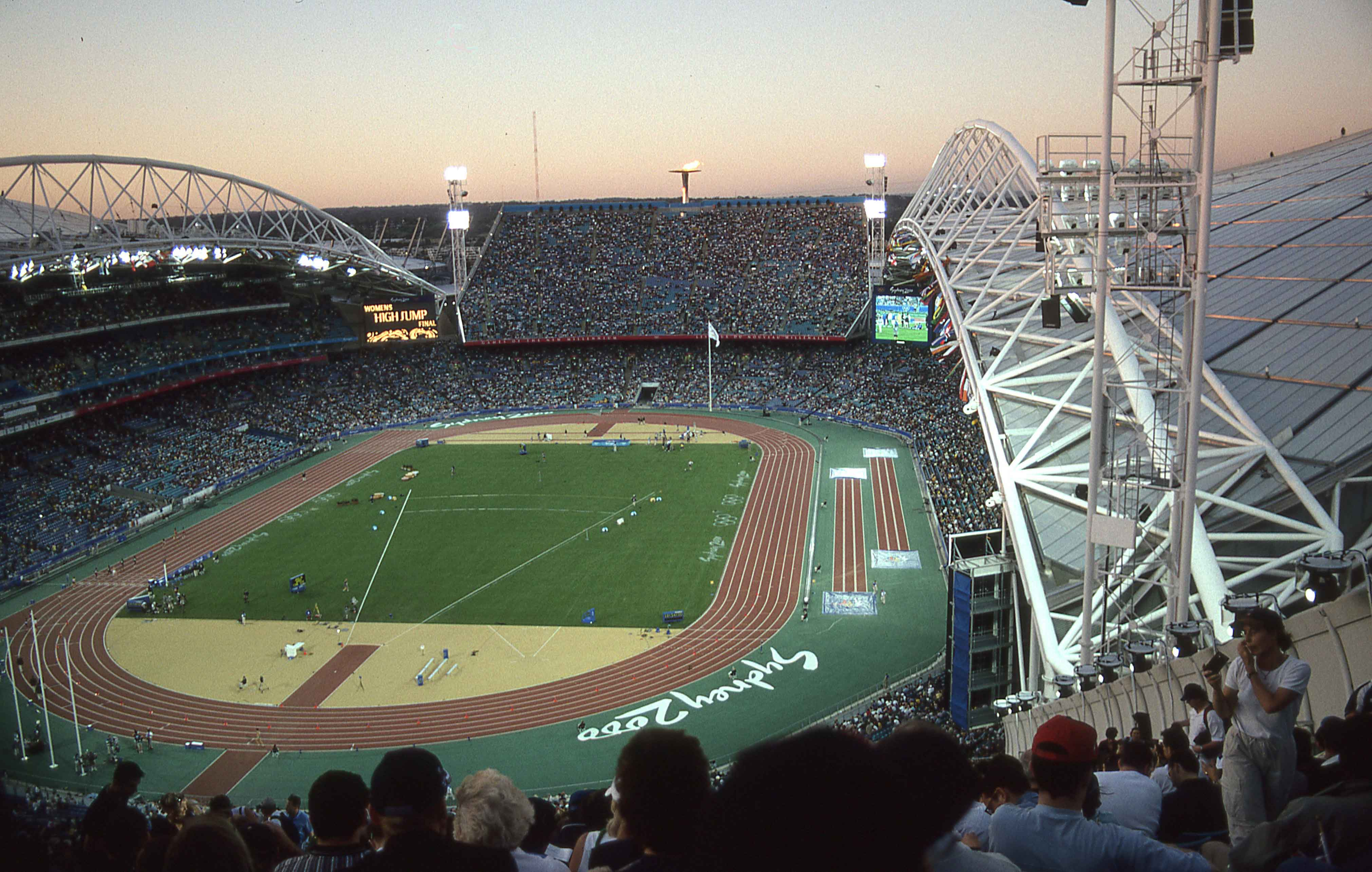
Das frühere ANZ Stadium von Sydney während der Olympischen Spiele 2000

Der Dreisprung der Männer bei den Olympischen Spielen 2000 in Sydney wurde am 23. und 25. September 2000 im Stadium Australia ausgetragen. Vierzig Athleten nahmen teil.
Olympiasieger wurde Jonathan Edwards aus Großbritannien. Er gewann vor dem Kubaner Yoel García und dem Russen Denis Kapustin.
Mit Charles Friedek nahm ein Deutscher am Wettkampf teil. Friedek erreichte das Finale, brachte dort jedoch keinen gültigen Versuch zu Stande.

Athleten aus der Schweiz, Österreich und Liechtenstein nahmen nicht teil.

## Aktuelle Titelträger
| Olympiasieger 1996                      | Kenny Harrison ( USA)              | 18,09 m | Atlanta 1996    |
| Weltmeister 1999                        | Charles Friedek ( Deutschland)     | 17,59 m | Sevilla 1999    |
| Europameister 1998                      | Jonathan Edwards ( Großbritannien) | 17,99 m | Budapest 1998   |
| Panamerikanischer Meister 1999          | Yoelbi Quesada ( Kuba)             | 17,19 m | Winnipeg 1999   |
| Zentralamerika und Karibik-Meister 1999 | Brian Wellman ( Bermuda)           | 17,01 m | Bridgetown 1999 |
| Südamerika-Meister 1999                 | Anísio Silva ( Brasilien)          | 16,48 m | Bogotá 1999     |
| Asienmeister 2000                       | Nattaporn Nomkanha ( Thailand)     | 16,53 m | Jakarta 2000    |
| Afrikameister 2000                      | Andrew Owusu ( Ghana)              | 16,69 m | Algier 2000     |
| Ozeanienmeister 2000                    | Fagamanu Sofai ( Samoa)            | 14,92 m | Adelaide 2000   |

## Bestehende Rekorde
| Weltrekord         | 18,29 m | Jonathan Edwards ( Großbritannien) | Göteborg, Schweden     | 7. August 1995 |
| Olympischer Rekord | 18,09 m | Kenny Harrison ( USA)              | Finale OS Atlanta, USA | 27. Juli 1996  |

Der bestehende olympische Rekord wurde bei diesen Spielen nicht erreicht. Mit seinem weitesten Sprung auf 17,71 m im dritten Durchgang des Finales verfehlte Olympiasieger Jonathan Edwards den Rekord um 38 Zentimeter. Zum Weltrekord fehlten ihm 58 Zentimeter.

## Legende
Kurze Übersicht zur Bedeutung der Symbolik – so üblicherweise auch in sonstigen Veröffentlichungen verwendet:
| – | verzichtet |
| x | ungültig   |

Anmerkungen zu zwei Angaben:
- Alle Zeitangaben sind bezogen auf Ortszeit Sydney (UTC+10).
- Alle Weiten sind in Metern (m) angegeben.

## Qualifikation
23. September 2000, 18:00 Uhr
Für die Qualifikation wurden die Athleten in zwei Gruppen gelost. Acht Springer (hellblau unterlegt) übertrafen die direkte Finalqualifikationsweite von 16,95 m. Damit war die Mindestanzahl von zwölf Finalteilnehmern nicht erreicht. So wurde das Finalfeld mit vier weiteren Wettbewerbern (hellgrün unterlegt) aus beiden Gruppen nach den nächstbesten Weiten aufgefüllt und es reichten schließlich 16,75 m zur Finalteilnahme.

### Gruppe A

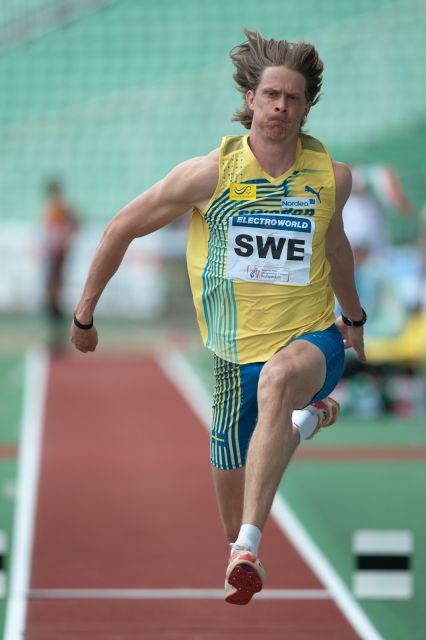
Christian Olsson – ausgeschieden mit 16,64 m
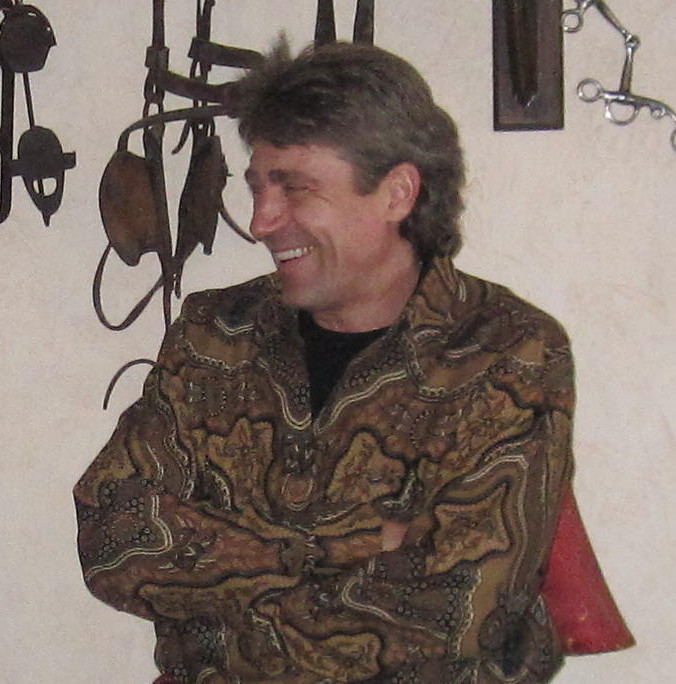
Oleg Sarkirkin – ausgeschieden mit 16,20 m

| Platz | Name                   | Nation         | 1. Versuch Wind (m/s) | 2. Versuch Wind (m/s) | 3. Versuch Wind (m/s) | Resultat |
| 1     | Onochie Achike         | Großbritannien | 16,71 / +0,3          | 17,30 / +1,0          | –                     | 17,30    |
| 2     | Jonathan Edwards       | Großbritannien | 16,90 / −1,2          | 17,08 / +0,7          | –                     | 17,08    |
| 3     | Yoelbi Quesada         | Kuba           | x                     | 17,03 / −0,2          | –                     | 17,03    |
| 4     | Rostislaw Dimitrow     | Bulgarien      | 17,00 / +0,8          | –                     | –                     | 17,00    |
| 5     | Paolo Camossi          | Italien        | 15,30 / −0,6          | 16,87 / +0,1          | 16,80 / +1,1          | 16,87    |
| 6     | Walter Davis           | USA            | 16,72 / +0,1          | 16,75 / +0,1          | 16,27 / ±0,0          | 16,75    |
| 7     | Takanori Sugibayashi   | Japan          | 16,31 / +0,1          | 16,44 / −0,3          | 16,67 / +0,6          | 16,67    |
| 8     | Christian Olsson       | Schweden       | 16,45 / −0,4          | 16,56 / +0,8          | 16,64 / +0,4          | 16,64    |
| 9     | Zsolt Czingler         | Ungarn         | 16,22 / −0,3          | 16,52 / +0,4          | x                     | 16,52    |
| 10    | LaMark Carter          | USA            | x                     | 16,16 / −0,1          | 16,47 / −0,2          | 16,47    |
| 11    | Brian Wellman          | Bermuda        | 16,47 / +0,1          | 15,87 / +0,1          | 15,99 / +0,8          | 16,47    |
| 12    | Zoran Đurđević         | BR Jugoslawien | x                     | 16,31 / +0,3          | x                     | 16,31    |
| 13    | Oleg Sarkirkin         | Kasachstan     | 16,20 / ±0,0          | 15,61 / +0,6          | 16,09 / +0,3          | 16,20    |
| 14    | Sergey Boçkov          | Aserbaidschan  | x                     | 16,01 / +0,8          | x                     | 16,01    |
| 15    | Igor Spassowchodski    | Russland       | 15,79 / +0,2          | 15,51 / −0,1          | 13,41 / −0,2          | 15,79    |
| 16    | Ewgenij Petin          | Usbekistan     | x                     | 15,27 / −0,4          | x                     | 15,27    |
| 17    | Colomba Fofana         | Frankreich     | x                     | 14,59 / +0,8          | x                     | 14,59    |
| 18    | Konstantinos Zalagitis | Griechenland   | x                     | 14,15 / ±0,0          | x                     | 14,15    |
| 19    | Andrew Owusu           | Ghana          | x                     | 14,12 / −0,8          | x                     | 14,12    |
| NM    | Raúl Chapado           | Spanien        | x                     | x                     | x                     | ogV      |

### Gruppe B

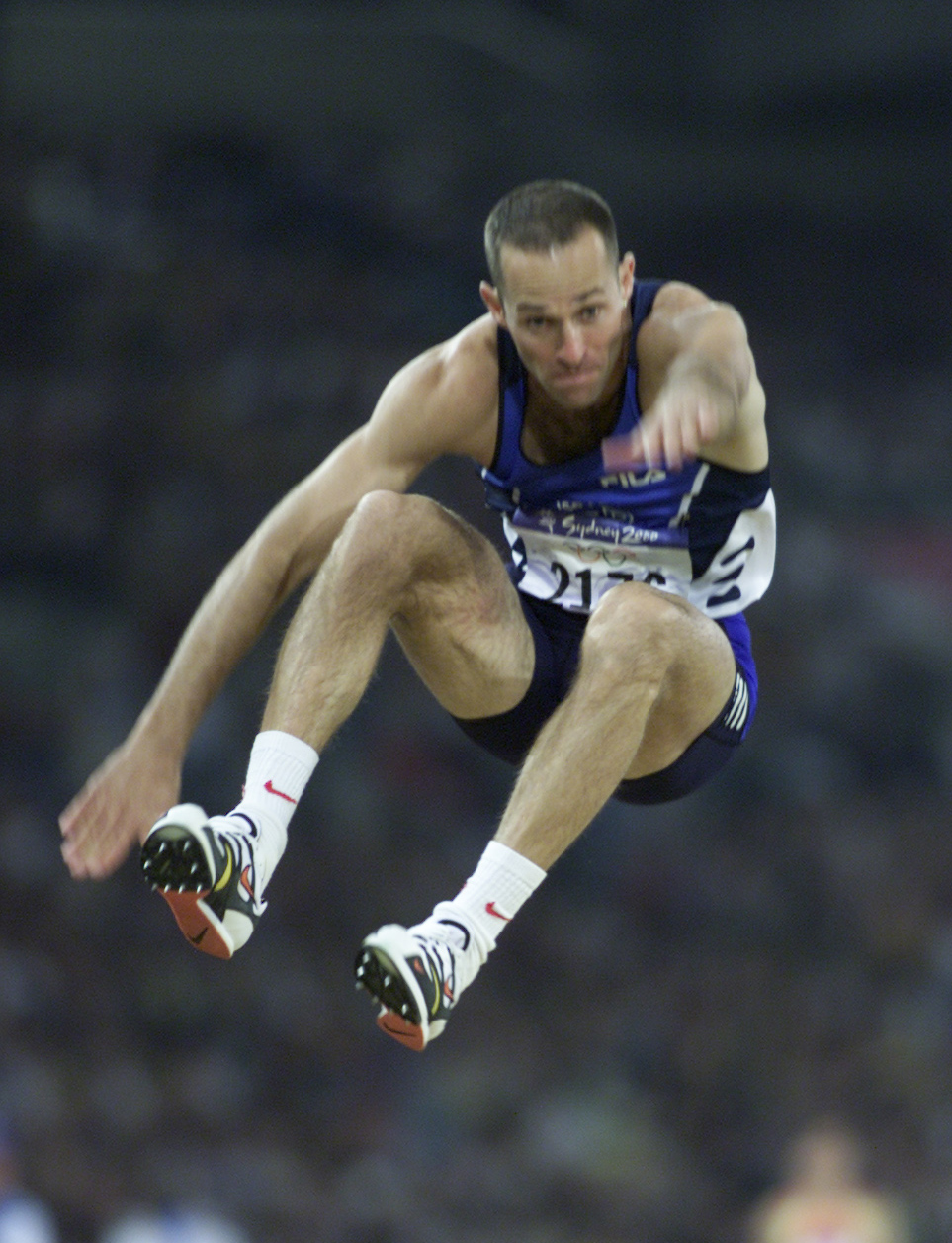
Rogel Nachum – ausgeschieden mit 16,39 m
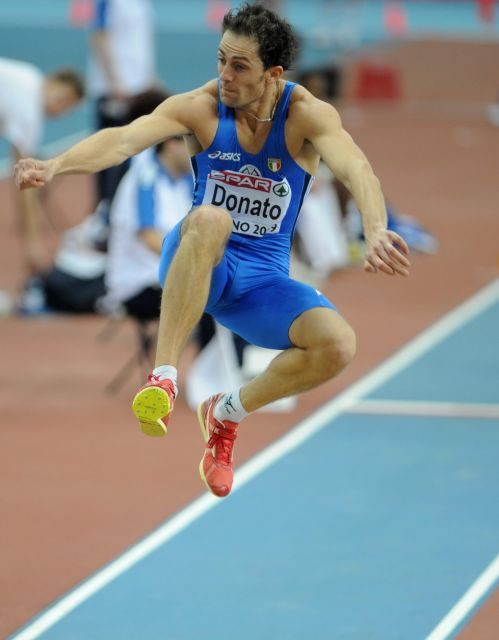
Fabrizio Donato – ausgeschieden mit 16,34 m

| Platz | Name                | Nation              | 1. Versuch Wind (m/s) | 2. Versuch Wind (m/s) | 3. Versuch Wind (m/s) | Resultat |
| 1     | Phillips Idowu      | Großbritannien      | 17,12 / −0,6          | –                     | –                     | 17,12    |
| 1     | Andrew Murphy       | Australien          | 17,12 / +1,2          | –                     | –                     | 17,12    |
| 3     | Yoel García         | Kuba                | 17,08 / −0,3          | –                     | –                     | 17,08    |
| 4     | Denis Kapustin      | Russland            | 17,04 / +0,8          | –                     | –                     | 17,04    |
| 5     | Charles Friedek     | Deutschland         | 16,93 / +1,1          | x                     | x                     | 16,93    |
| 5     | Robert Howard       | USA                 | x                     | 16,93 / +0,7          | x                     | 16,93    |
| 7     | Ketill Hanstveit    | Norwegen            | 16,62 / −0,3          | 16,62 / −0,6          | 16,75 / −0,2          | 16,75    |
| 8     | Ionuț Pungă         | Rumänien            | 16,72 / +0,3          | 14,74 / +0,1          | 16,45 / +1,9          | 16,72    |
| 9     | Sergei Arsamassow   | Kasachstan          | 16,70 / +0,6          | 16,40 / +0,8          | 16,42 / +0,3          | 16,70    |
| 10    | Lao Jianfeng        | Volksrepublik China | 16,43 / +1,0          | 16,04 / +0,8          | x                     | 16,43    |
| 11    | Iwajlo Rusenow      | Bulgarien           | 16,24 / −0,2          | 16,40 / −0,6          | x                     | 16,40    |
| 12    | Rogel Nachum        | Israel              | 16,38 / −0,1          | 16,39 / +0,4          | 16,38 / +0,6          | 16,39    |
| 13    | Gennadi Markow      | Russland            | 16,28 / +0,3          | 16,36 / +1,0          | x                     | 16,36    |
| 14    | Fabrizio Donato     | Italien             | 16,34 / +0,8          | 15,75 / +0,6          | x                     | 16,34    |
| 15    | Michael Calvo       | Kuba                | 16,30 / +0,3          | 16,04 / +0,4          | 16,15 / +0,2          | 16,30    |
| 16    | Serhij Ismailow     | Ukraine             | x                     | 16,10 / −0,1          | x                     | 16,10    |
| 17    | Christos Meletoglou | Griechenland        | x                     | 16,00 / −0,4          | x                     | 16,00    |
| 18    | Salem al-Ahmadi     | Saudi-Arabien       | 15,93 / +1,6          | 15,99 / +0,5          | 15,42 / +0,2          | 15,99    |
| 19    | Armen Martirosjan   | Armenien            | 14,95 / +0,5          | x                     | x                     | 14,95    |
| NM    | Stamatios Lenis     | Griechenland        | x                     | x                     | x                     | ogV      |

## Finale

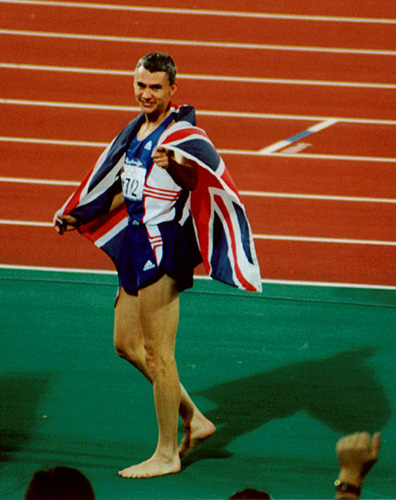
Favoritensieg für Jonathan Edwards

25. September 2000, 20:00 Uhr
| Platz | Name               | Nation         | 1. Versuch Wind (m/s) | 2. Versuch Wind (m/s) | 3. Versuch Wind (m/s) | 4. Versuch Wind (m/s)                    | 5. Versuch Wind (m/s)                    | 6. Versuch Wind (m/s)                    | Resultat |
| 1     | Jonathan Edwards   | Großbritannien | 17,12 / −0,5          | 17,37 / +1.2          | 17,71 / +0,2          | 17,06 / +0,1                             | –                                        | x                                        | 17,71    |
| 2     | Yoel García        | Kuba           | 17,15 / +1,1          | 17,19 / +0,3          | 17,19 / +0,4          | x                                        | 16,70 / −0,1                             | 17,47 / +1,1                             | 17,47    |
| 3     | Denis Kapustin     | Russland       | x                     | 17,46 / +0,3          | 16,73 / −0,3          | 17,17 / +0,2                             | x                                        | 17,16 / +0,9                             | 17,46    |
| 4     | Yoelbi Quesada     | Kuba           | 17,19 / +0,1          | x                     | x                     | x                                        | x                                        | 17,37 / +0,3                             | 17,37    |
| 5     | Onochie Achike     | Großbritannien | 17,29 / +0,5          | x                     | x                     | x                                        | 17,00 / −0,8                             | x                                        | 17,29    |
| 6     | Phillips Idowu     | Großbritannien | 16,97 / +1,3          | x                     | 16,83 / ±0,0          | 17,08 / ±0,0                             | x                                        | x                                        | 17,08    |
| 7     | Robert Howard      | USA            | x                     | 17,05 / +0,5          | 16,59 / −0,2          | x                                        | 16,75 / ±0,0                             | 16,77 / −0,4                             | 17,05    |
| 8     | Paolo Camossi      | Italien        | 16,96 / +0,3          | 16,60 / +0,4          | x                     | 16,39 / −0,1                             | 16,95 / +0,4                             | x                                        | 16,96    |
|       |                    |                |                       |                       |                       |                                          |                                          |                                          |          |
| 9     | Rostislaw Dimitrow | Bulgarien      | 16,95 / +0,4          | 16,72 / +0,8          | x                     | nicht im Finale der besten acht Springer | nicht im Finale der besten acht Springer | nicht im Finale der besten acht Springer | 16,95    |
| 10    | Andrew Murphy      | Australien     | 16,74 / +0,1          | 16,70 / +0,6          | 16,80 / +0,4          | nicht im Finale der besten acht Springer | nicht im Finale der besten acht Springer | nicht im Finale der besten acht Springer | 16,80    |
| 11    | Walter Davis       | USA            | 15,59 / +0,1          | 16,22 / +1,3          | 16,61 / −0,1          | nicht im Finale der besten acht Springer | nicht im Finale der besten acht Springer | nicht im Finale der besten acht Springer | 16,61    |
| NM    | Charles Friedek    | Deutschland    | x                     | x                     | x                     | nicht im Finale der besten acht Springer | nicht im Finale der besten acht Springer | nicht im Finale der besten acht Springer | ogV      |

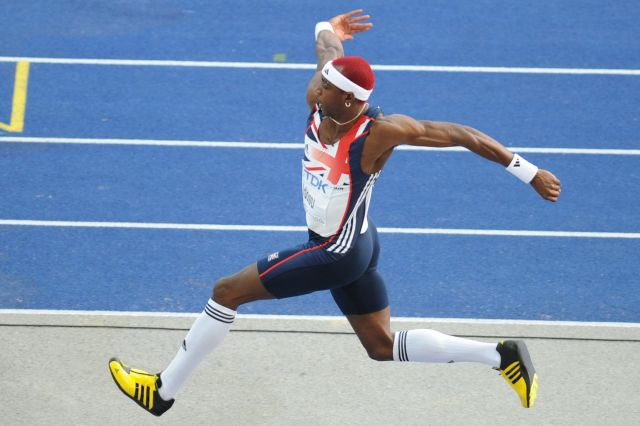
Der Olympiasechste Phillips Idowu
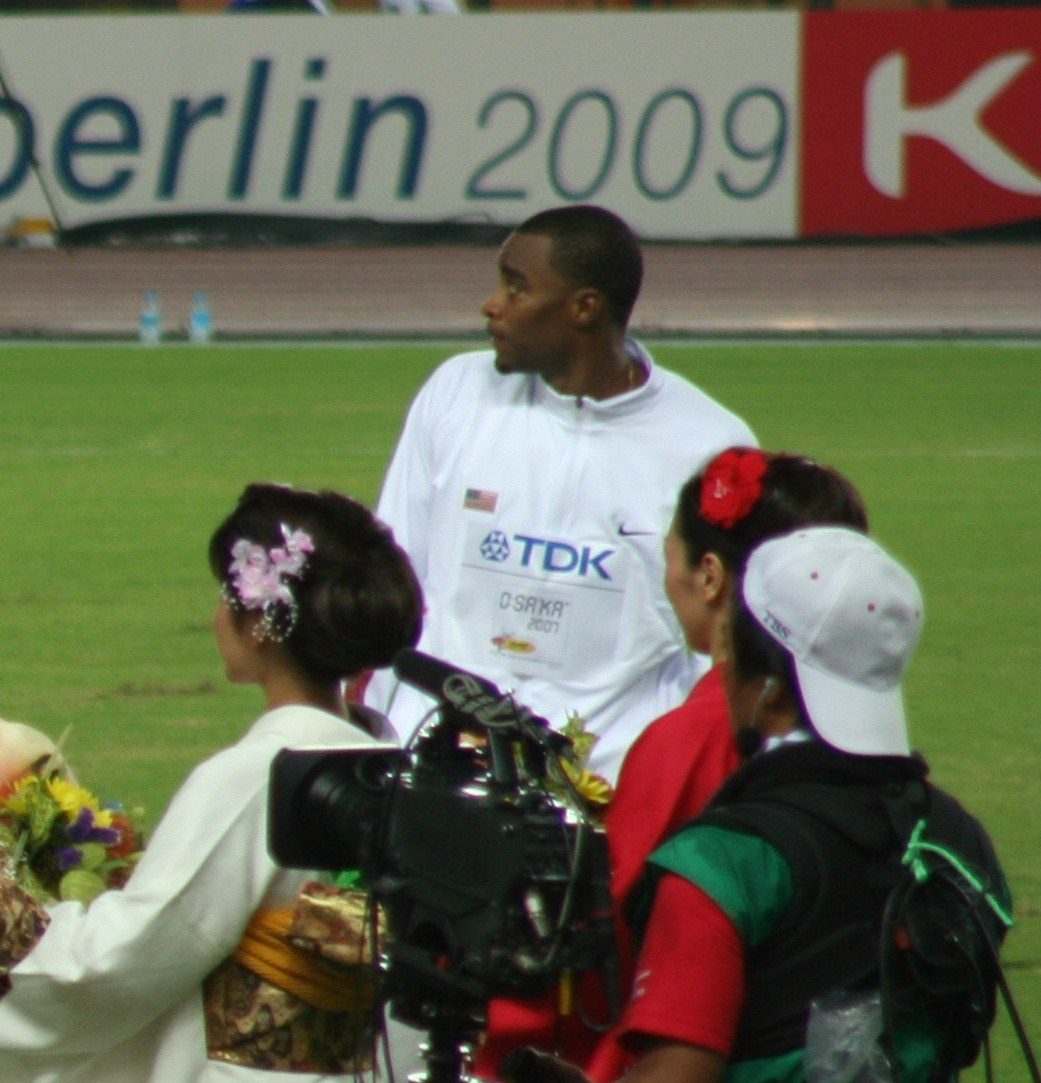
Walter Davis belegte im Finale Rang elf

Für das Finale hatten sich zwölf Athleten qualifiziert, acht von ihnen über die Qualifikationsweite, die weiteren vier über ihre Platzierungen. Drei Athleten aus Großbritannien, zwei Kubaner und zwei US-Amerikaner kämpften mit jeweils einem Teilnehmer aus Australien, Bulgarien, Deutschland, Italien und Russland um die Medaillen.
Eindeutiger Favorit war der britische Weltrekordler Jonathan Edwards. Als sein stärkster Konkurrent wurde der Kubaner Yoelbi Quesada angesehen. Der amtierende Weltmeister Charles Friedek aus Deutschland hatte sich trotz Verletzung für das Finale qualifizieren können. Weitere Medaillenkandidaten waren der bulgarische Vizeweltmeister und EM-Dritte Rostislaw Dimitrow und Vizeeuropameister Denis Kapustin aus Russland.
Edwards Teamkamerad Onochie Achike übernahm in der ersten Runde die Führung mit 17,29 m, wurde in Durchgang zwei jedoch von Kapustin mit 17,46 m abgelöst. Auch Edwards schob sich mit 17,37 m an Achike vorbei. In der dritten Runde gelangen dem Favoriten dann 17,71 m und er übernahm die Führungsposition. Friedek war mit drei Fehlversuchen ausgeschieden.
Die Durchgänge vier und fünf brachten keine Veränderungen an der Spitze. Erst in der letzten Versuchsreihe bewegte sich das Klassement noch einmal. Zunächst verbesserte sich Quesada nach vier Fehlsprüngen in Folge mit 17,37 m auf Platz drei. Anschließend übertraf der Kubaner Yoel García mit 17,47 m Kapustin um einen Zentimeter und verdrängte diesen von Platz zwei und Quesada fiel aus den Medaillenrängen. Jonathan Edwards blieb unangefochten an der Spitze und wurde Olympiasieger. Yoel García gewann Silber, Denis Kapustin Bronze. Vierter wurde Yoelbi Quesada vor Onochie Achike und dem dritten Briten Phillips Idowu.

## Video
- Sydney 2000 - Jonathan Edwards - Triple Jump Gold, youtube.com, abgerufen am 1. Februar 2022